# Едіт Штайн
Свята Едіт Штайн (нім. Edith Stein або свята Тереза Венедикта Хреста; 12 жовтня 1891, Бреслау, Сілезія, Королівство Пруссія, Німецька імперія — 9 серпня 1942, концтабір Біркенау) — католицька черниця, свята та мучениця, одна з покровительок Європи; філософ та феміністка єврейського походження, жертва Голокосту.

## Ранні роки

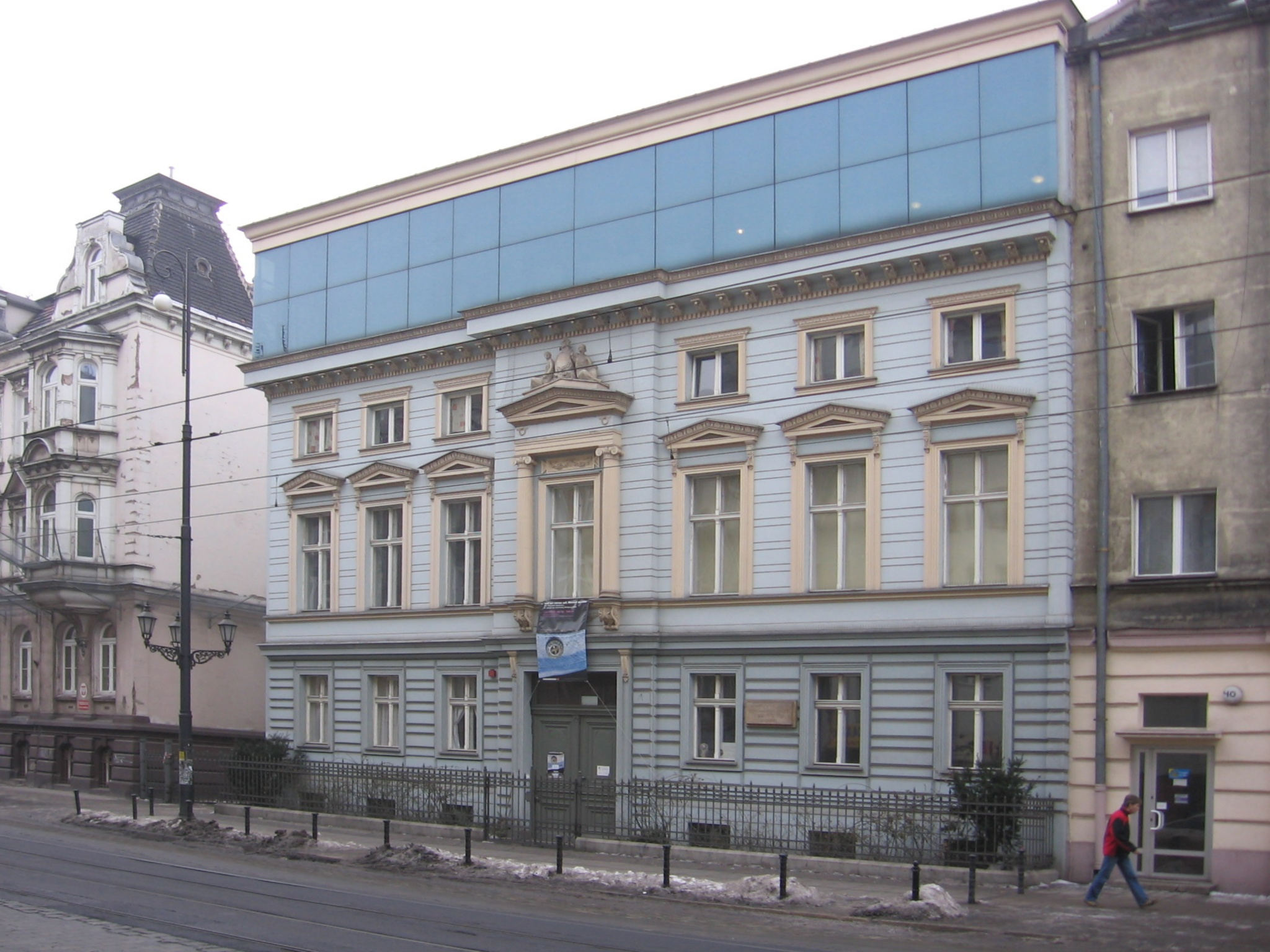
Будинок, де жила родина Штайнів у Бреслау

Едіт народилася у 1891 році у місті Бреслау. Вона була одинадцятою, наймолодшою дочкою у єврейській сім'ї. Коли їй було два роки, її батько помер, і головою численної сім'ї стала її мати, юдейка за віросповіданням. Проте Едіт вже в дитинстві відрізнялася самостійністю і незвичайним розумом. У п'ятнадцять років вона залишила віру, в якій була вихована, тому що не могла вірити в існування Бога, і вся її юність пройшла у пошуках істини, яку вона розуміла як еволюцію пізнання, і в боротьбі за гідність жінки. Вона вчилася в університеті, що було досить рідкісним явищем для дівчат того часу: в 1910 році вона була єдиною жінкою, що навчалася на філософському факультеті міського університету. Потім Едіт переїхала до Геттінгена, університетського міста, і там познайомилася з філософом, який мав визначальний вплив на все її життя, — з Едмундом Гуссерлем, засновником феноменології.

Його строгий і чесний розум вразив Едіт, і під його керівництвом вона блискуче захистила диплом.

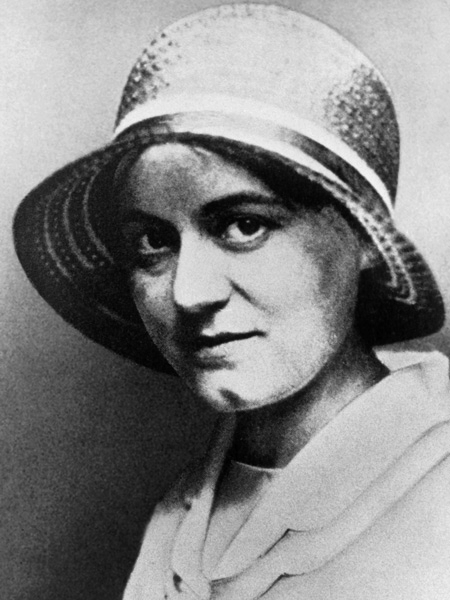
Едіт Штайн

Гуссерль цінував Едіт настільки високо, що готував її до викладацької діяльності в університеті, а коли перевівся у Фрайбург, узяв її до себе асистенткою.
Саме їй було доручено розібрати величезний архів учителя: спершу розшифрувати його записи, а потім привести їх до ладу, відзначивши, що слід переглянути або переробити.
У одному з листів 1917 року Едіт пише: «Остання ідея вчителя така: перш за все я повинна залишатися разом з ним до тих пір, поки не вийду заміж; крім того, я можу вийти заміж лише за людину, яка теж стане його асистентом, як і наші діти. Далі нікуди!».
Заслугою Гуссерля — людини дуже вимогливої і дещо деспотичної — було виховання ним своїх учнів згідно з його знаменитим принципом: «Zu den Sachen» («До самих речей»): слід погоджуватися з речами, з феноменами, в тому вигляді, в якому вони є. І саме через цю наукову сумлінність Едіт не може не звертати уваги на деякі особливі «феномени» і залишатися від них внутрішньо незалежною.

## Знайомство з християнством
Едіт пише цікаве дослідження про старонімецьку молитву «Отче наш»; знайомиться з новонаверненим Максом Шелером, людиною безладного розуму, але привабливим і незвичайно обдарованим; два роки служить на фронті сестрою милосердя і бачить своїми очима таємницю страждання.

Едіт Штайн у 1925 році

Все це скеровує її увагу на феномен релігії. Ми можемо зрозуміти, в якому стані духу вона тоді перебувала, слухаючи її власну розповідь про враження від відвідин католицької церкви з суто естетичною метою, коли вона з подивом побачила, як проста жінка з продуктовою сумкою у руці увійшла помолитися: «Мені це здалося дивним. У синагоги і в протестантські церкви, де я бувала, можна було входити лише під час Богослужіння. Те, що люди можуть увійти до церкви на хвилинку, неначе за звичкою або для невимушеної бесіди, так мене вразило, що забути цю сцену я вже не змогла ніколи».
Два інших випадки були визначальні. У Геттінгені вона познайомилася з молодим викладачем, Адольфом Рейнахом, правою рукою Гуссерля, що допомагав йому в роботі зі студентами. Його доброта, витонченість, артистичний смак, яким вирізнявся навіть його дім, вразили її.
Едіт стала другом його сім'ї, але в 1917 році Адольф був убитий на фронті у Фландрії. Його молода вдова попросила Едіт допомогти їй розібрати його філософські роботи, аби підготувати їх до посмертної публікації. Думка про те, що їй доведеться повернутися в той будинок, який вона пам'ятала прекрасним і щасливим, і побачити його зануреним у траур і у відчай обтяжувала Едіт. Але, на її здивування, в будинку панував мир, а вигляд дружини Адольфа був скорботний, але водночас ніби перемінений. Від неї вона почула розповідь про хрещення, яке вони разом з чоловіком прийняли кілька місяців тому, коли вирішили долучитися до протестантської церкви, хоч їх і вабило до католицтва, корячись внутрішньому голосу, що закликав їх поспішити: «Це не важливо, не думатимемо про майбутнє; якщо ми раз почнемо спілкування з Христом, то потім Він Сам поведе нас, куди захоче! Звернімося до церкви, я не можу більше чекати!» (пані Рейнах згодом стала католичкою).
Едіт слухала цю розповідь, пройняту любов'ю, і бачила, який мир був у будинку її покійного друга. Вона писала: «Це було моєю першою зустріччю з Хрестом, з тією божественною силою, яку Хрест дає тим, що несуть його. Вперше свідомо мені з'явилася церква, що перемогла смерть, народжена завдяки Христовим Страстям. У ту мить моя невіра впала, юдаїзм зблякнув у моїх очах тоді, як у серці моєму сходило Христове світло. І тому, ставши кармеліткою, я додала до свого імені слово «Хрест».
Чотири роки ця «подія» або цей «феномен» формував її свідомість, поки не отримав остаточного осмислення і усвідомлення у світлі іншого епізоду.
Влітку 1921 року Едіт довго гостювала у своїх друзів — подружжя, що також навернулись до протестантизму. Одного дня увечері подружжя пішло з дому, а вона почала переглядати їхні книги.
Ось її розповідь про те, що сталося: «Не вибираючи, я взяла першу книгу, що потрапила мені до рук. Це був товстий том під назвою «Життя святої Терези Авільської». Я почала читати його, і читання так захопило мене, що я не відривалася, поки не дочитала книгу до кінця. Закривши її, я мусила зізнатися самій собі: це правда!».
Вона провела за читанням всю ніч, а вранці пішла в місто, купила катехизм і мисал, ретельно вивчила їх і через декілька днів пішла на першу в своєму житті Літургію.
Вона пише: «Не було нічого, що залишилося б для мене незрозумілим. Я зрозуміла навіть найменші деталі обряду. В кінці Служби я зайшла в ризницю і після короткої бесіди зі священником попросила його охрестити мене. Він поглянув на мене з подивом і відповів, що для того, щоб увійти до лона церкви, потрібна підготовка: «Як давно ви сповідуєте віровчення католицької церкви? — запитав він. — І хто займається вашою освітою?». Замість відповіді я була в змозі лише пробурмотіти: «Прошу вас, високоповажний отче, проекзаменуйте мене».
Після довгої бесіди священник визнав, що немає жодного положення у віровченні, яке було б невідоме їй. Хрещення було призначене на Різдво 1922 року, і на хрещенні вона додала до свого імені ще одне ім'я — «Тереза».

## Вступ до кармелітського ордену

Едіт Штайн як кармелітська монахиня сестра Тереза Бенедикта Хреста

Навернення Едіт призвело до глибокого конфлікту з матір'ю, яка не могла зрозуміти, чому її дочка не навернулася до Бога її батьків. Таємничим чином цей внутрішній конфлікт поглибився і був подоланий, коли Едіт вирішила піти в кармелітський монастир у Кельні. Для Едіт Терези Штейн два покликання: охреститися і стати кармеліткою, збіглися з найпершого моменту.
Проте її духівник заборонив їй відразу ж вступити в самітницький монастир, стверджуючи, що вона повинна виконати свій обов'язок у світі. Перші десять років після навернення Едіт провела в домініканській школі, де вона — «пані вчителька» — виховувала дівчаток, що готувалися до випускних іспитів у ліцеї, викладала їм німецьку мову і літературу.
Вона вела дуже відокремлений, майже чернечий спосіб життя, вивчала історію філософської католицької думки (особливо твори святого Томи Аквінського), маючи намір зіставити її з феноменологією. Її переклад і коментар до трактату святого Томи Аквінського «De Veritate» вважають дуже точним і зрозумілим, оскільки він добре передавав стиль Отця Церкви і водночас відзначався філософською глибиною приміток.
Тим часом Едіт починає розробляти свої власні ідеї і публікувати наукові праці, хоча її нова віра, безперечно, не сприяє її університетській кар'єрі.
З 1928 до 1931 року вона бере участь у численних конференціях, її запрошують виступити в Кельні, Фрайбурзі, Базелі, Відні, Зальцбурзі, Празі, Парижі.
Нарешті в 1932 році вона отримала право вільно викладати в Мюнстері, у Вищому німецькому науково-педагогічному інституті. Її студенти писали: «Серед всіх викладачів вона була найбільш послідовною і безкомпромісною захисницею католицького світогляду… Їй не було рівних у гостроті розуму, ширині культури, досконалості форми викладу і внутрішньої переконаності».
Не минуло й року з того часу, відколи вона почала викладати в Мюнстері, як Гітлер став рейхсканцлером і заборонив євреям обіймати будь-які суспільні посади.
25 лютого 1933 року Едіт провела своє останнє заняття.
Відтоді починають поширюватися вісті про те, що нацисти переслідують євреїв.
Вже ніщо не утримує її у світі, і тому їй дозволено піти в кармелітський монастир, де вона приймає ім'я Тереза Венедикта Хреста. У самітництві вона живе покірно, як і решта сестер, які нічого не знають ні про її славу, ні про її здібності, які доброзичливо дивуються тим, наскільки незвична для неї ручна робота.
Проте її духовні наставники вважають, що її здібності мають бути гідно оцінені, тому їй кажуть продовжувати, наскільки це можливо, свою наукову діяльність у новому, чернечому і молитовному способі життя. Вона заново переписує і переробляє свою основну філософську працю об'ємом понад тисячу триста сторінок. Вона навіть вносить виправлення до коректури, але потім видавець зі страху відмовляється від публікації. Її праця називається «Кінцева істота і вічна Істота». У 1938 році, коли нацизм вже лютує щосили, її хочуть врятувати, перевівши в голландський монастир у місті Ехте, куди вона вирушає разом зі своєю сестрою Розою, що навернулась під її впливом і також готувалась скласти чернечі обітниці.
У 1939 році почалася Друга світова війна. Духовне керівництво монастиря, де перебуває Едіт, просить її написати книгу про богословську думку і духовний досвід св. Йоана від Хреста, століття з дня народження якого мали незабаром святкувати. Вона радісно кориться і дає своїй праці заголовок «Scientia Crucis» («Наука Хреста»).

## Взаємини з матір'ю
Драматичною сторінкою життя Едіт Штайн були її взаємини з матір'ю — палкою прихильницею юдаїзму, яка гостро переживала прийняття донькою християнства, а згодом і чернечого постригу.
Дівчинка народилася 12 жовтня 1891 року: за єврейським календарем цього дня святкували Йом-Кіпур, Судний День.
«Моя мати, — писала Едіт, — надавала великого значення цій обставині, і думаю, що воно мало вагомий вплив на те, що до своєї наймолодшої дочки вона виявляла особливу любов».
Її мати померла 14 вересня, в день, коли християни римо-католицького обряду святкують свято Воздвиження Всечесного Хреста — і день, коли кармелітки відновлюють перед Богом свої обітниці.
«Коли прийшла моя черга відновлення обітниць, моя мати була зі мною. Я дуже відчувала її близькість».
Через деякий час прийшла телеграма, де йшлося про смерть матері. Смерть настала в ту саму годину, коли її дочка відновила свою жертву Богові.
Хтось легковажно пустив чутку про те, що її мати навернулась. Едіт рішуче спростовувала це: «Свідчення про навернення моєї матері позбавлені будь-яких підстав. Не знаю, хто це придумав — моя мати зберегла свою віру до кінця. Але оскільки її віра і повне покладання надії на Господа були незмінні з раннього дитинства аж до вісімдесяти семи років і були останньою іскрою, що жила в ній під час її агонії, я твердо сподіваюся, що Суддя був дуже благим до неї і що вона стала моєю великою заступницею, що допомагає мені, в свою чергу, досягти мети».
У взаєминах матері та дочки вся пристрасть і страждання, які об'єднують і розділяють юдаїзм і християнство, з'явилися подібно до живої ікони.
Все почалося того дня, коли дочка, знаючи, що розбиває материнське серце і що та не зможе зрозуміти її, прийшла до неї, встала перед нею на коліна і прямо, ніжно і мужньо сказала їй: «Мамо, я прийняла католицтво».
Тоді вперше Едіт побачила сльози жінки, яка одна, виховуючи одинадцятьох дітей, вела важке життя у праці і любові. Одного дня, на свято Йом-кіпур, коли стара мати Едіт цілий день провела в синагозі без шматка хліба і ковтка води, дочка, аби зробити їй приємне, пішла туди разом із нею.
Мати сказала: «Я ніколи не бачила, аби хто-небудь молився так, як Едіт. І найдивніше — це те, що вона по своїй книзі може стежити за нашими молитвами».
А коли рабин урочисто проголосив: «Слухай, Ізраїлю, Бог твій є єдиний», мати, судорожно стиснула руку дочки і сказала їй: «Ти чула? Бог твій єдиний!».
Розрив став ще драматичнішим іншого дня, під час свята Йом-кіпур 12 жовтня 1933 року, останнього дня, який Едіт провела вдома. Повернувшись увечері з синагоги, мати, хоча вона була вже досить літньою, захотіла піти прогулятися пішки з дочкою.
Аби заспокоїти її, Едіт сказала, що перший термін монастирського життя буде лише випробувальним. Мати скорботно сказала їй у відповідь: «Якщо це випробування, то я впевнена, що ти його витримаєш…».
Потім вона запитала дочку: «То хіба тобі не сподобалася проповідь рабина?». «Так сподобалась». «Чи не здається тобі, що можна вірити в Бога, залишаючись юдейкою?». «Можна, якщо не знаєш нічого іншого». «А ти, — у відчаї сказала мати, — чому ти пізнала інше? Я нічого не хочу сказати проти Нього, Він, безперечно, був дуже хорошою людиною. Але чому Він захотів стати Богом?».
«Увечері, — розповідає Едіт, — ми з моєю матір'ю залишилися у кімнаті наодинці. Вона закрила обличчя руками і заплакала. Я стала перед нею і притиснула до своїх грудей її сиву голову. Так я стояла довго, поки мені не вдалося вмовити її іти спати. Я провела її у спальню і допомогла їй роздягтися — вперше в житті. Потім я мовчки сиділа в її ліжку доти, доки вона сама не відіслала мене спати».
Наступного дня ця сцена повторилася. Едіт довелося втекти. Мати ніколи не писала їй листів, кілька разів вона лише ходила крадькома дивитися на кармелітський монастир, де жила Едіт, і останніми роками в листах сестер передавала вітання настоятельці монастиря.
Едіт писала їй кожної п'ятниці, аж до дня смерті матері в годині, коли Едіт відновлювала свої обітниці.

## Переслідування та смерть
У 1942 році починається масова депортація євреїв. Голландський єпископат протестує та його запевняють в тому, що ніхто не чіпатиме євреїв, що навернулися в католицтво. Але для католицьких єпископів цього недостатньо, тому в колективному листі, який зачитається у всіх церквах 26 липня, вони офіційно засуджують депортацію всіх євреїв.
Щоб помститися, 27 липня комісар Рейху віддає секретне розпорядження: «Оскільки католицькі єпископи втрутилися в справи, що їх особисто не зачіпають, всі євреї-католики мають бути депортовані протягом тижня. Жодне втручання на їхній захист не повинне братися до уваги». Згодом, 2 серпня, коли депортація вже почалася, комісар Рейху публічно заявляє: «У деяких протестантських церквах теж були прочитані послання…, проте представники протестантських Церков повідомили нас, що це не входило в їх наміри, але вони з суто технічних причин не змогли перешкодити читанню цих послань. Якщо ж католицьке духівництво не хоче узяти на себе працю вести переговори з нами, ми, зі свого боку, вимушені вважати католиків єврейської крові своїми злими ворогами і, отже, щонайшвидше депортувати їх на схід».
Тоді ще багатьом було невідомо, що депортація насправді означає геноцид. Того ж дня броньовик гестапо під'їхав до воріт монастиря, аби забрати «черницю-єврейку». Їй залишалося всього декілька хвилин. На її столі лежить майже готова праця «Scientia Crucis»: вона довела оповідання до опису смерті св. Йоана від Хреста. Останні слова Едіт, звернені до її сестри Рози, охопленої жахом, які чують інші черниці: «Підемо ж за наш народ».
Від неї ще отримують записку на ім'я настоятельки монастиря, в якій вона переконує відмовитися від спроб встановити місце, де її утримуватимуть, і добиватися її звільнення.

Ось ця записка: 
 «…я б в цій ситуації вже нічого не робила. Я всім задоволена. «Науку Христа» можна осягнути лише тоді, коли відчуваєш тягар хреста у всій його повноті. Я була в цьому переконана з найпершого моменту і від щирого серця сказала: «Ave crux, spes unica» («Радій, о Хрест, єдина надія)». 
Перш ніж закінчити розповідь про її життя, необхідно зануритися в роздуми про таємницю, якою відзначалось життя Едіт Штейн. Приголомшують збіги, тобто переплетення і глибинний зв'язок людей і подій, зовні нібито різних і віддалених один від одного: переплетення, завдяки яким ми відчуваємо і здогадуємося, що вся наша історія підкоряється повному Задуму Божому.
1933 рік — коли почалося сходження Третього Рейху, був також святим роком Спокутування, коли виповнилось тисяча дев'ятсот років з часу смерті Христа, і це був рік, тоді ж Едіт вирішила стати кармеліткою. Вона згадувала:
 «Був переддень першої п'ятниці квітня місяця, і в той святий рік свято Страстей Господа нашого Ісуса Христа відзначалося особливою урочистістю. О восьмій годині вечора ми зібралися на молитву в капелі… Проповідник говорив дуже добре…, але мій дух був занурений в щось сокровенніше, ніж його слова. Я звернулася до Спасителя і сказала Йому, що добре розумію, що Його Хрест лягає в цю годину на плечі єврейського народу. Велика його частина не могла цього зрозуміти, але ті, кому була дана благодать це зрозуміти, повинні були прийняти цей хрест добровільно від імені всіх. Я відчувала, що готова зробити це, і лише просила в Господа, аби Він вказав мені, як я повинна вчинити. Після закінчення служіння я була глибоко переконана, що моя молитва вислухана, хоча ще не знала, в чому полягатиме той хрест, який ляже на мої плечі». 
Згідно зі свідченнями самої Едіт, вона вступила в монастир з впевненістю, що в Кармелі Бог готує їй щось таке, що вона може знайти лише там. Коли вона вирішила туди вступити, деякі з її рідних звинуватили її, що вона шукає собі притулку якраз в той момент, коли її народ піддається переслідуванню.
Одна з подруг Едіт повторила їй це, ніби для того, щоб підбадьорити її, через декілька днів після складення обітниць.
Вже тоді Едіт відповіла: «О, ні! Я не вірю в це! Звичайно ж, вони і тут мене знайдуть, і в будь-якому випадку, я абсолютно не розраховую на те, що вони дадуть мені спокій». Коли есесівці вивезли її, сестри, розбираючи її папери, знайшли маленьку ікону, на якій вона написала, що приносить в дар своє життя заради навернення євреїв.
І вже на свято Пасхи 1939 року вона попросила у своєї настоятельки дозволу принести себе в жертву Серцю Ісуса ради справжнього миру: «Я бажаю цього, тому що вже дванадцята година… я знаю, що я — ніщо, але цього хоче Ісус, і настане день, коли Він призове і багато інших».

Ще раніше, в 1938 році, в одному з листів вона писала: 
 «Я впевнена…, що Господь прийняв моє життя заради всіх. Я думаю про царицю Естер, вибрану зі свого народу, аби заступатись за нього перед царем. Я — маленька Естер, бідна і немічна, але Цар, що вибрав мене, нескінченно великий і милосердний. І це велика втіха». 
І останні збіги. Святим Церкви, який більше, ніж хто-небудь інший, говорив про потребу Хреста, був великий містик Кармелю. Про нього Едіт написала свою останню працю — «Scientia Crucis», її праця була перервана на тому місці, де вона розповідає про смерть святого, тому що вона повинна вже не писати, але на своєму досвіді пізнати ту «науку хреста», про яку писала.
Народившись у 1891 році, в трьохсотрічну річницю смерті св. Йоана від Хреста (1591), вона померла в 1942 році, в рік чотирьохсотлітньої річниці народження цього святого (1542).
Не випадково небагато відомостей про неї, що дійшли до нас з концтабору Вестерборк, де вона перебувала, перш ніж закінчити свою хресну дорогу, малюють нам подобу жінки, що «вирізнялася своїм спокоєм і смиренністю». Крики, скарги, жах новоприбулих були невимовні.
Сестра Тереза Венедикта проходила серед натовпу жінок, заспокоюючи одних, допомагаючи іншим. Багато матерів, здавалося, впали в стан прострації, що граничить з безумством, — вони кричали, як божевільні, забувши про дітей.
Едіт займалася маленькими дітьми, мила їх, причісувала, здобувала їм їжу і надавала необхідну допомогу. Протягом усього часу, поки вона залишалася в таборі, вона надавала потребуючим допомогу з таким милосердям, що один спогад про це глибоко зворушує».
Це свідчення одного єврея-торговця з Кельна, що уник загибелі, який зустрів її в таборі. «Що з вами тепер буде?» — запитав торговець цю милосердну черницю. У відповідь він почув: «Досі я могла молитися і працювати, сподіваюся, що зможу молитися і працювати і далі».
Між 8 і 11 серпня 1942 року Едіт Штейн, Тереза Венедикта Хреста, з'єднала свою жертву з жертвою Христа в газовій камері концтабору Аушвіц—Біркенау.
У недавно віднайденому листі Едіт Штейн, датованому квітнем 1933 року, тобто через кілька тижнів після приходу до влади у Німеччині Адольфа Гітлера, вона просить Папу Пія XI засудити расову політику нацизму (що, до речі, він згодом зробив в енцикліці «Mit Brennender Sorge»). Лист Едіт Штейн німецька та італійська преса опублікували майже відразу після офіційного відкриття Ватиканом своїх секретних архівів, він зберігався у розділі ватикано-німецьких відносин довоєнного періоду.
У 1998 році Папа Іван Павло II канонізував Едіт Штейн, а у 2000 році проголосив її покровителькою європейського континенту (поруч з двома середньовічними святими — Катериною Сієнською та Бриґіттою Шведською).

## Трансформація філософських поглядів Едіт Штайн у релігійні та взаємини з Гуссерлем
Роки життя Едіт Штайн збіглися із складним періодом історії Європи, коли тут протиборствували традиційні християнські погляди, свіжі філософські ідеї та нові моделі тоталітарної ідеології.
Один з офіційних ідеологів нацизму стверджував: «Сьогодні народжується нова віра: міф про кров, віра, що разом з кров'ю зберігається божественне єство людини, віра, заснована на непорушній істині: нордична кров є таємницею, яка замінила древні таїнства і позбавила їх сили». У єдиному офіційному ідеологічному партійному журналі Розенберг писав: «Серед сильних ідеологічних противників, які наполегливо протистоять всім білим народам, що пов'язані спільністю нордичної крові… — Римська Церква…».
У особі Едіт виражена та справжня богословська контраверсія: вона, єврейка, була убита тому, що в її жилах не текла «нордична кров», була убита колишніми християнами, які вигадали нову язичницьку релігію, і була убита тому, що була християнкою, в помсту тим єпископам, які засудили це язичництво.
І Едіт парадоксальним чином повністю належала одночасно і християнському народові і народові єврейському. Більше того, вона — свідок того, наскільки глибоко християнський народ з'єднаний з єврейським, і наскільки язичницьким стає християнський народ, коли він озброюється проти свого священного минулого.
Наприкінці 1939 року Едіт писала: «Я отримала те ім'я, яке попросила. Під хрестом я зрозуміла, яка доля була призначена для народу Божого в ті часи… Звичайно, сьогодні я краще знаю, що значить бути з Господом під знаменням хреста. Зрозуміти це до кінця неможливо; це таємниця».
У таємниці Едіт Штейн є і інший особливий аспект, пов'язаний з її професійним покликанням у сфері культури. Протягом довгого часу, поки вона була невіруючою, як вона говорила, єдиною молитвою було жадання істини. Ця спрага привела її в університетське місто Геттінген, яке вважалося «раєм для студентів, де вдень і вночі, за столом або на прогулянці, всі займались лише філософією, говорячи, зрозуміло, лише про феноменологію».
Втіленням її ідеалу став Едмунд Гуссерль — «неповторний філософ і вчитель» того часу, що вчив пізнавати об'єктивну природу речей. Захопленість Едіт феноменологією була настільки велика, що ще до її від'їзду в університет її товариші жартома називали її «тою, що пізнала об'єктивне» і присвятили їй пісню, де йшлося, що всі дівчата мріють лише про поцілунки (по-німецьки Kusseri), і лише Едіт «мріє особисто зустрітися з Гуссерлем».
 «Мені був 21 рік, і я була повна надій. Психологія розчарувала мене; я прийшла до висновку, що ця наука перебуває в дитинстві та позбавлена об'єктивних підстав. Але все, що я знала про феноменологію, зачарувало мене, особливо мене заманив її об'єктивний метод дослідження …Усі молоді учні, що займалися феноменологією, перш за все були усвідомленими реалістами… Нам здавалося, що Логічні дослідження — це нова схоластика… і пізнання з'явилося нам оновленим». Тут ми не можемо займатися філософією. Але всі ми можемо принаймні зрозуміти, що було поставлене на карту. Після довгого періоду панування суб'єктивізму (згідно з яким істина залежить від свідомості та погляду суб'єкта) запанувало об'єктивне уявлення про істину: «Істина — це абсолют…, вона не залежить від мислячого суб'єкта… . Потрібно виходити з досвіду і описати його, перш ніж його пояснювати…», — говорив Гуссерль». 
Він наполягав: «Потрібно звернутися до речей і запитати у них, про що вони самі говорять, отримуючи, таким чином, упевненість в тому, що не витікає з теорій, побудованих апріорі (незалежно від досвіду), з неперевірених думок, отриманих з других рук». Ми знаємо, що Едіт дотримувалась цього навчання і в своєму релігійному житті, і що потім, після навернення, вона намагалася порівняти і знайти точки зіткнення нескороминущої церковної філософії, втіленої у вченні св. Томи Аквінського, з ученням Гуссерля. Він сам визнав, що в її особі католицька Церква знайшла «першокласну захисницю неосхоластичних поглядів». Але найбільше цікавить спільність долі вчителя і його учениці, учениці, що стала, Христовою.
Вона говорила Гуссерлю про своє навернення і той вислухав її дуже співчутливо, але вона зрозуміла, що віднині між нею і філософом пролягла прірва. Гуссерль, єврей за національністю, був вихований в традиціях протестантизму, але не був віруючим.
Едіт писала про цю зустріч: «Між бути знаряддям, нехай навіть вибраним, і володіти благодаттю — прірва». Прірва відкривалася перш за все тоді, коли їм доводилось говорити про «кінцеві проблеми буття». Ідеал Гуссерля залишався філософським ідеалом, а його основною ціллю було довести до кінця свої дослідження. Навіть до смерті він ставився і готувався радше як послідовник Сократа, ніж як християнин.
У одному зі своїх листів Едіт пише: «Наступного дня після принесення урочистих обітниць, я отримала записку від пані Гуссерль, де вона повідомляла мене про те, що сталося увечері в Страсний четвер. Події цього тижня здалися мені справжнім дарунком з нагоди принесення обітниць. Я дуже хотіла, аби Гуссерль перейшов у вічне життя на цьому тижні, через той же збіг, завдяки якому моя мама померла в ту годину, коли ми відновлювали обітниці. Не те щоб я особливо вірила в мої молитви або особливо сподівалася на свої «заслуги». Проте, я переконана, що Бог нікого не закликає самого по собі, Йому вгодно прийняти в жертву чиюсь душу. Він посилає рясні знамення Своєї любові» (15.05.1938).
Агонія Гуссерля продовжувалася з Страсного четверга, 14 квітня 1938 року, до 27 квітня. У той же час Едіт готувалася скласти остаточні обітниці, які відбулись 21 квітня.
Все це відбувалося у Страсний тиждень і тиждень після Пасхи. Існують цікаві свідоцтва про смерть Гуссерля, що показують, як помалу його інтерес до філософії згасав, і він навертався до віри, як дитя. Тут немає можливості привести цей довгий документ. Процитуємо лише деякі уривки з нього. 14 квітня, в Страсний четвер, в другій половині дня: «Я жив як філософ, я хочу і померти як філософ…».
Пізніше, розмовляючи з черницею-сестрою милосердя: «Чи можна померти гідно?». «Можна померти і гідно і в мирі?». «Але як цього досягти?!». «Благодаттю Ісуса Христа, нашого Спасителя». … «Моліться за мене».
У Страсний четвер, близько 9 години вечора (це і є та подія, про яку дружина Гуссерля писала Едіт): «Бог прийняв мене в благодать Свою, Він дозволив мені померти…».
З тієї миті він вже не говорив про свої філософські праці і, здавалося, отримав полегшення. У Страсну п'ятницю вранці він сказав: «Який чудовий день — Страсна п'ятниця! Христос все пробачив нам». «Бог — благий!». «Так, Він благий і в той же час незбагненний, і для мене це велике випробування».
Він говорив, що бачить світло і пітьму, а потім знову світло. Він залишався в стані коми до 27 квітня.
Того дня, звернувшись до доглядальниці, він закричав: «Я бачив щось вражаюче: пишіть, швидше!», і помер. Едіт покірно, але твердо свідчила про те, що її духовний досвід і духовний досвід її вчителя глибоко злилися (пані Гуссерль згодом теж стала католичкою).
Можна було б сказати ще багато про інший аспект особи Едіт Штейн: про її інтерес до проблеми рівноправ'я жінки, про захист нею католицького фемінізму в його поміркованій формі.
Цій темі присвячений цілий том її есе (V Том зібрання творів). Едіт присвятила сторінки доказам рівної гідності чоловіка і жінки, зберігши, проте, глибинну суть традиційного християнського вчення, згідно з яким жінка зобов'язана чоловікові «послухом».
Саме нею були сказані чудові слова, які варто глибоко осмислити і прокоментувати: «Я відчуваю, що чим більше я корюся, то вільніша моя душа».
Лише завдяки безпосередньому знайомству з її працями можна зрозуміти, що ці слова не можуть і не мають бути об'єктом спекуляції, але володіють, навпаки, глибокою внутрішньою силою, що змінюють відсталі звичні уявлення.

## Цитати Св. Едіт Штайн з доповіді «Про таємницю Різдва Христового»
| Бути дитиною Божою означає віддати себе в руки Бога, виконувати Його волю, вкласти в Його божественні руки свої турботи і свої надії, не мучитися страхом перед майбутнім. У цьому полягає справжня свобода і радість синів Божих. Мало хто володіє нею, навіть серед дійсно благочестивих і героїчно готових до самопожертви. |
| Подібно до наших прабатьків, які втратили Богосинівство і віддалилися від Бога, так і кожен з нас невпинно стоїть перед вибором між ніщо і повнотою Божественного життя, і рано чи пізно на власні очі в цьому переконується. |
| Кожна людина повинна страждати і вмирати, але якщо вона є живим членом Містичного Тіла Христового, її страждання і смерть набувають спокутну силу завдяки Божественності Того, Який є його Глава. |